# Iredalea macleayi
Iredalea macleayi é uma espécie de gastrópode do gênero Iredalea, pertencente a família Drilliidae.